# Castillo de Oropesa
El Castillo de Oropesa, Castillo Viejo o Castillo de los Álvarez de Toledo es un castillo ubicado en la localidad española de Oropesa, en la provincia de Toledo. Forma un conjunto con el denominado Palacio Nuevo o Palacio de los Álvarez de Toledo y está ocupado por un Parador Nacional de Turismo.

## Historia

### Edad Media
Las primeras notas ciertas sobre el castillo de Oropesa se remontan al reinado de Alfonso X El Sabio de Castilla y de León, en el siglo XIII. Es probable que el castillo fuese construido en época musulmana, quizás sobre una construcción romana anterior. 
La villa de Oropesa y su castillo fueron cedidas en 1355 a García Álvarez de Toledo, que fue maestre de la Orden de Santiago, por haber renunciado al maestrazgo de la Orden de Santiago en favor de un fiel seguidor de Enrique II de Trastámara. Con ello adquirió también el señorío de Oropesa y Valdecorneja, más cinco villas y siete aldeas que forman la llamada Campana de Oropesa, copropietarias hoy de extensos dehesones que llegan hasta el río Guadyerbas.
En 1402 esta rama del linaje de los Álvarez de Toledo construyó el Palacio Nuevo o Palacio de los Álvarez de Toledo que, a partir de  1475, fue el centro del poder del Condado de Oropesa. Oropesa ocupó un lugar de importancia en el reino sumado a las importantes edificaciones de iglesias, conventos y colegios que fueron edificados a su alrededor con el peculio de esta saga familiar, monumentos que aún se conservan.
El edificio fue testigo de varias guerras. Una de ellos fue cuando sus propietarios se pusieron a favor de Juana la Beltraneja en la lucha por el trono de Castilla contra la otra pretendiente, su tía Isabel la Católica.

### Edad Moderna
Desde esta fortaleza, el conde de Oropesa, aliado de Juan de Padilla, opuso resistencia a las tropas imperiales de Carlos V en la Guerra de las Comunidades de Castilla.
El edificio fue la vivienda de varios personajes destacados como el futuro san Pedro de Alcántara, el comunero castellano Juan de Padilla y la futura santa Teresa de Jesús.

### Edad Contemporánea
Durante cuatro siglos la casa de Álvarez de Toledo fue la titular del condado de Oropesa.
A partir de inicios del siglo XIX, extinguido el mayorazgo del linaje de los Álvarez de Toledo, pasó el señorío al propio pueblo, aunque posteriormente los duques de Frías reclamaron y obtuvieron dicho señorío en 1806.
El Castillo de Oropesa resultó muy dañado tras el saqueo que sufrió por parte de tropas francesas en 1808 en el contexto de la Guerra de la Independencia Española.
El señorío desapareció totalmente tras la Constitución de Cádiz en 1812. Así las cosas, los duques de Frías vendieron el palacio al Ayuntamiento, que lo usó como coso taurino. Posteriormente fue adquirido por el Estado español. Ha sufrido numerosos avatares históricos. Como muchos de estos edificios, tuvo funciones totalmente distintas a las que le correspondían. Fue habilitado como casa cuartel de la Guardia Civil.
El castillo fue declarado Monumento Histórico-Artístico en el año 1923 y Monumento Nacional en 1926.
En 1930 fue integrado en la Red Nacional de Paradores de Turismo, siendo el primer parador levantado sobre un edificio histórico-artístico. El Castillo Viejo se convirtió en el  Parador Nacional Virrey Toledo, pero fue suprimido y vuelto a instaurar en 1966. Tras varias reformas, en 1966 el castillo de Oropesa se convirtió en Parador Nacional de Turismo, por lo que en la actualidad presenta un gran estado de conservación.
El edificio se encuentra bajo la protección de la Declaración genérica del Decreto de 22 de abril de 1949 y la Ley 16/1985 sobre el Patrimonio Histórico Español.

## Descripción

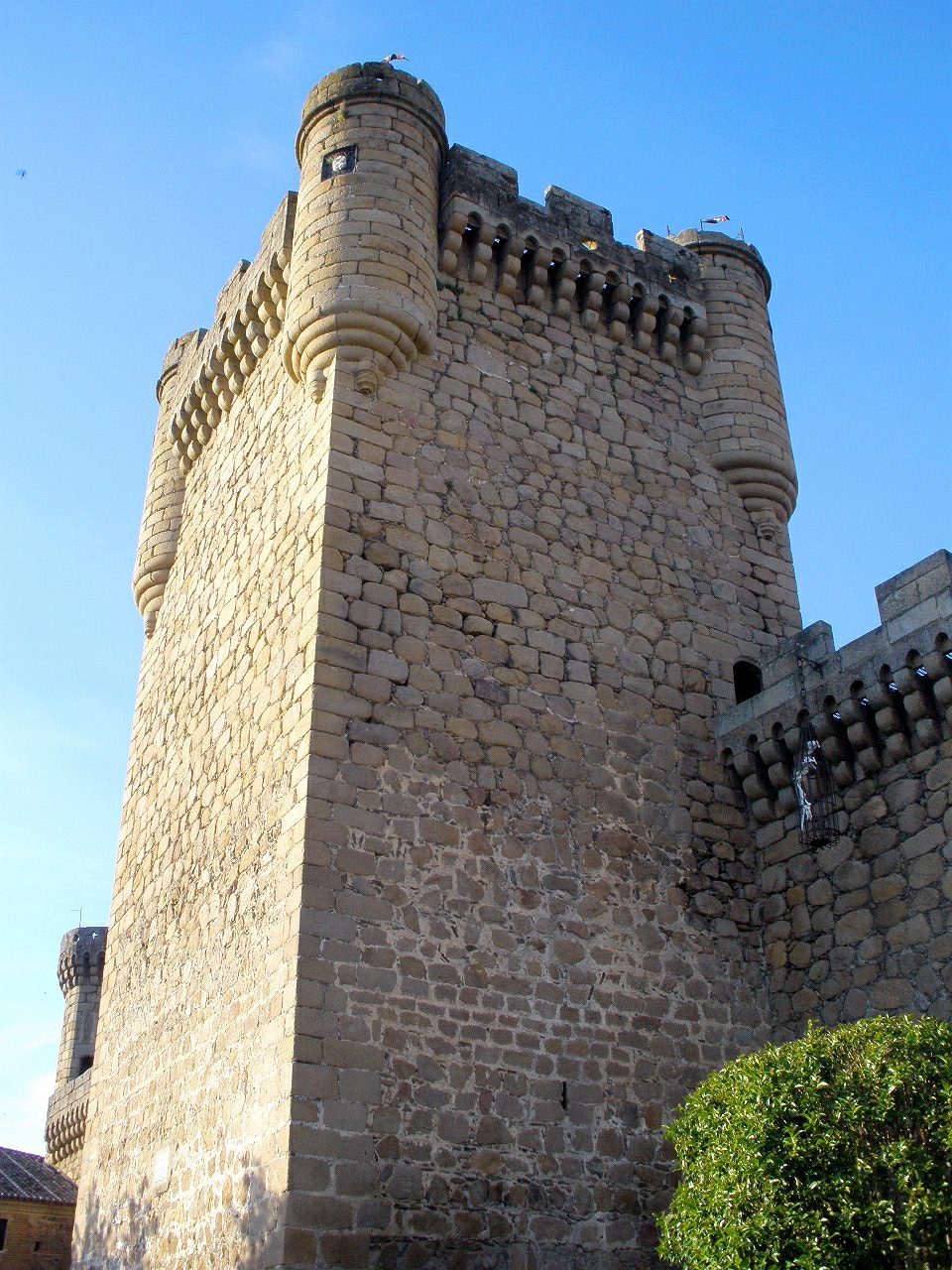
Torre del homenaje del Castillo de los Álvarez de Toledo.

El Castillo de Oropesa se ubica sobre un altozano, entre bosques de encinas, en el límite norte de la villa de Oropesa que se sitúa en el extremo occidental de la región de Castilla‑La Mancha. La edificación constituye uno de los más hermosos castillos de toda la región.
El denominado Castillo de Oropesa está en realidad formado por dos edificios unidos: el Castillo Viejo y el Palacio Nuevo.
El Castillo Viejo, también llamado Castillo de los Álvarez de Toledo, fue construido por los árabes entre los siglos XII y XIII sobre una construcción de origen romano. Su planta es rectangular y tiene cuatro torres circulares en las esquinas, de las que hoy sólo quedan dos, y un probable antemuro con cuatro cubillos que limita con la propia villa.
El Palacio Nuevo, conocido asimismo como Palacio de los Álvarez de Toledo, muy airoso y destacado por su situación al norte de la meseta que ocupa la población, fue construido por los condes de Oropesa, en etapas, hacia el año 1402. Su planta es también rectangular y posee torres de distinta forma en sus ángulos, construidas en parte con sillería. En su interior hay una gran plaza a la que se accede por su única puerta, protegida por la torre principal. Desde la plaza se sube a ésta por una ancha rampa escalonada que también da acceso a todo el adarve y a las torres restantes. Su escalinata es una de las más impresionantes de los palacios y castillos españoles.
La torre del homenaje es el elemento más destacado de este conjunto arquitectónico. La planta es cuadrada y a nivel presenta una puerta por la que se accede a la planta, abovedada. Se sube por una escalera a la primera planta. Se llega al adarve a través de una ancha escalera de piedra, que se apoya sobre arcos, y que desde el patio interno del castillo sube a dicho adarve, el cual se distribuye a todo lo largo de la muralla del castillo, atravesando mediante pequeñas puertas arqueadas a la torre del homenaje. Su interior presenta  cuatro pisos, alguno de ellos de madera, y comunicados por escaleras de disposición variada, lo que constituye un sistema defensivo realmente original y único.
En la parte superior de la torre de homenaje se ubica una terraza almenada, con sendos garitones circulares adosados a sus esquinas, en los que aparecen tallados los escudos de armas de los Álvarez de Toledo y Zúñiga, correspondientes al cuarto señor y I conde de Oropesa, Fernando Álvarez de Toledo y Herrera, y a su esposa Leonor de Zúñiga Manrique.  Este escudo, situado en la torre de homenaje, se corresponde con el conde que la construyó, en 1402.
La torre tiene una altura de 25 metros y está rematada por cuatro garitones defensivos con saeteras cruciformes, y por almenas en las que se abren pequeños huecos para armas de diferentes clases. Debajo de las almenas hay una banda de matacanes que soporta su peso.

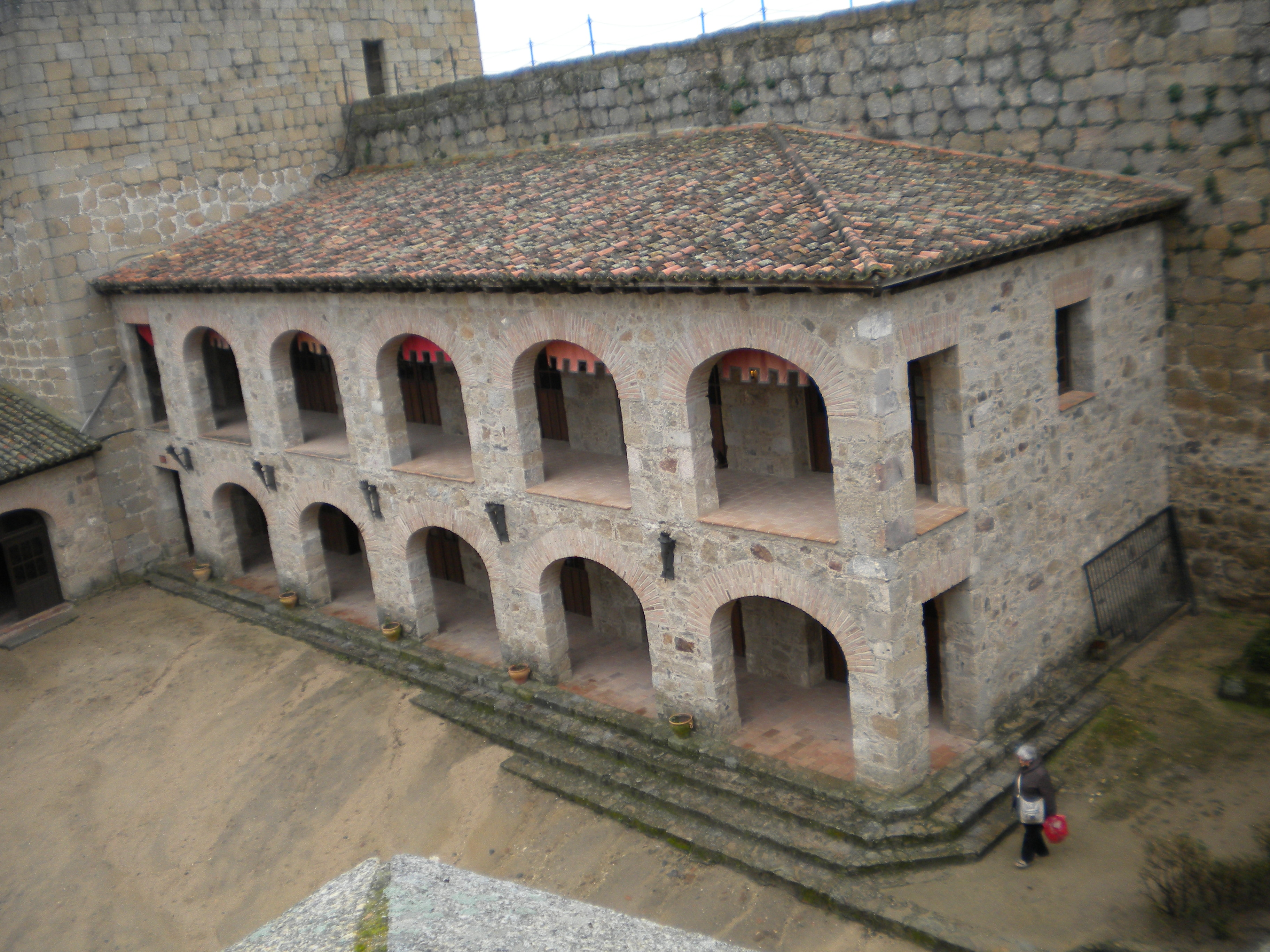
Patio interior del castillo.

En su parte baja tiene una puerta que permite su acceso a la planta inferior, abovedada. A través de ella, por una escalera, puede subirse a la primera planta. El acceso al adarve se hace a través de una magnífica escalera, toda de piedra, muy ancha, y apoyada sobre arcos de lo mismo, que desde el patio interno del castillo sube a dicho adarve, el cual se distribuye a todo lo largo de la muralla del castillo, atravesando mediante pequeñas puertas arqueadas a la torre del homenaje. En el interior de ésta, con cuatro pisos, alguno de ellos de madera, y comunicados por escaleras de disposición variada, se observa un sistema defensivo realmente original y único. El Patio de Armas consiste en un gran rectángulo que alberga todas las infraestructuras de la fortaleza y donde en la actualidad se desarrollan actividades culturales. También son interesantes la muralla y las demás torres, especialmente la del nordeste, de forma cuadrada y maciza en la parte baja, con un patio cuadrado en el piso alto y una escalera para la plataforma. Al lado se encontraban el foso y el puente levadizo.
El material utilizado en la construcción de este castillo es la piedra. Para los muros se usó el sillarejo (piedra escasamente trabajada), y para las zonas más visibles de la construcción los sillares (piedra más elaborada). La piedra es una materia que se encuentra en abundancia y es muy apropiada para este tipo de edificaciones. Actualmente se encuentra restaurado funcionando como parador turístico.